# Tištěný katalog IKEA
Tištěný katalog IKEA je dokument, který švédský nábytkářský řetězec IKEA pravidelně každým rokem vydával.

## Historie
Prvně jej firma vydala v roce 1951, kdy ho v nákladu 285 tisíc výtisků distribuovala do domácností v jižním Švédsku. Postupem času se počet výtisků katalogu i lokality jeho distribuce rozšiřovaly. Vrcholu dosáhl v roce 2016, kdy IKEA vytiskla katalog v nákladu více než 200 milionů kusů a rozdávala ho na padesáti trzích po celém světě. Od té doby se náklad snižoval, až v roce 2020 klesl na 40 milionů. Obdobný trend zaznamenal i počet vytištěných katalogů v České republice, kdy pro rok 2019 jich firma připravila přes půl druhého milionu a o rok později tento počet klesl na úroveň 350 tisíc. Na úbytek zájmu o tištěné periodikum a zjištění, že více zákazníků dává přednost virtuální prezentaci firmy, rozhodla se pro rok 2022 již tištěný katalog nevydávat a naopak podpořit své webové stránky, mobilní aplikaci a prezentaci společnosti na sociálních sítích.

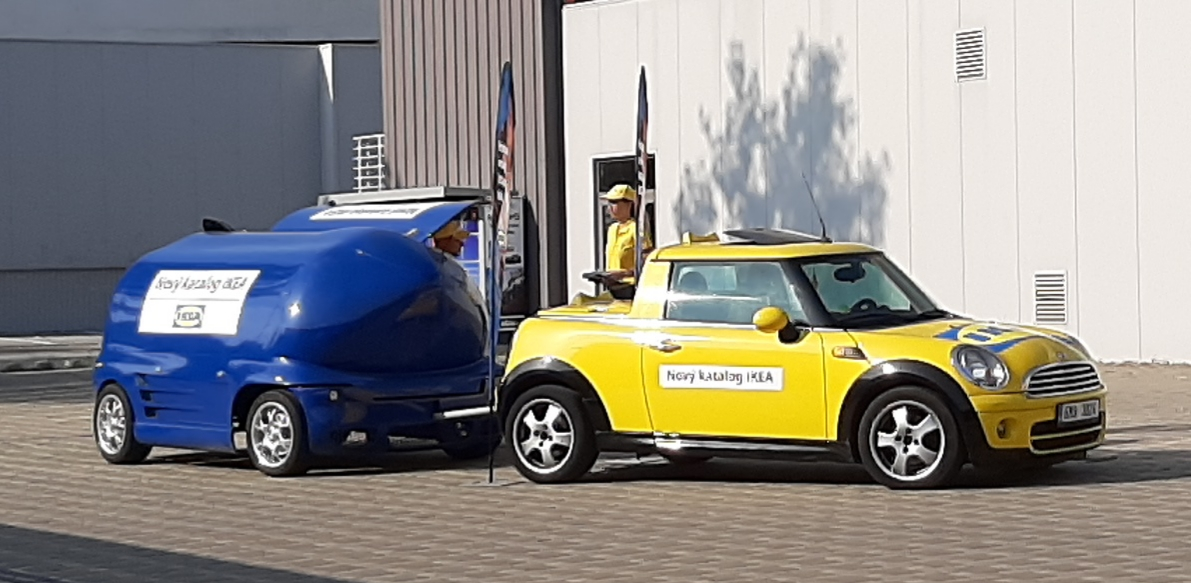
Pražská distribuce katalogu (2019)

Katalog vychází celkem ve 32 jazycích a úhrnem vzniká jeho 69 verzí. Pro rok 2021 obsahoval pro trh ve Spojených státech amerických i fotografii černocha, jehož tričko mohlo podle některých zaměstnanců společnosti IKEA připomínat vězeňskou uniformu. Proto se nábytkářská firma z obav z nařčení z rasismu rozhodla vydání katalogu pozdržet a inkriminovaný snímek z něj odebrat. Verze pro český trh uvedený záběr neobsahovala. Předtím, u katalogu připraveným v roce 2012 na trhy v Saúdské Arábii zase firma z některých snímků pomocí počítače odstranila ženy, které mají v této zemi minimum práv. Realizovaný postup se tehdy nezamlouval Švédům, jenž naopak podporují rovnoprávnost obou pohlaví.

## Podoba katalogu
Když vyšel první katalog, měl na titulní stránce obrázek křesla pojmenovaného MK. O několik let později se sice přestalo vyrábět, nicméně roku 2013 jej firma opětovně zavedla do své nabídky pod názvem Strandmon. Až do šedesátých let 20. století zobrazovaly titulní stránky periodika vždy jeden výrobek z aktuální nabídky. Poté se koncepce změnila a vpředu je zachycena celá scéna ukazující zákazníkům možnost využití více produktů nabízených uvnitř katalogu.
V České republice IKEA otevřela svůj první obchod 5. září 1991 v pražském Domě bytové kultury (DBK). První tištěný katalog připravený pro československé zákazníky obsahoval šestnáct stránek a neuváděl žádné ceny. Postupně objem katalogu rostl, takže pro rok 2019 obsahoval 280 stran a zájemci si jej mohli prohlédnout jak vytištěný, tak též v aplikaci uzpůsobené pro tablety a mobilní telefony.